# 高等研究発明局
高等研究発明局（こうとうけんきゅうはつめいきょく、Advanced Research and Invention Agency、ARIA、アリア）は、2021年2月19日に発表されたイギリス政府の研究助成機関である。

## 概要
イギリスでは2022年に「高等研究発明局法」が制定された。アメリカ合衆国の国防高等研究計画局（DARPA）を参考に設立された。先端研究への取組を強化するとともに、世界トップレベルの人材を集めることを目的としている。
ARIAの主な目的は、高い失敗の可能性を持ちながらも、非常に大きな潜在的な成果を期待される野心的な研究プロジェクトに資金を提供することである。
この機関は、ハイリスク・ハイリターンの研究に資金を投入することを使命としており、組織的には小規模である。一方で、政府系機関からは一定の独立が担保されているため、迅速かつ革新的な資金提供や研究目標の達成に対するボーナスの支給が行えるといった自由な組織自治権を有している。
イギリスの科学界からは賛同の声が多く上がり広く歓迎された一方で、革新的な組織であるがため、より職務内容と方向性を明確するべきであるという批判的な声も上がった。
2021年時点における当初予算は4年間で8億ポンド（日本円で約880億円）を予定している。